# Goldhörner von Gallehus

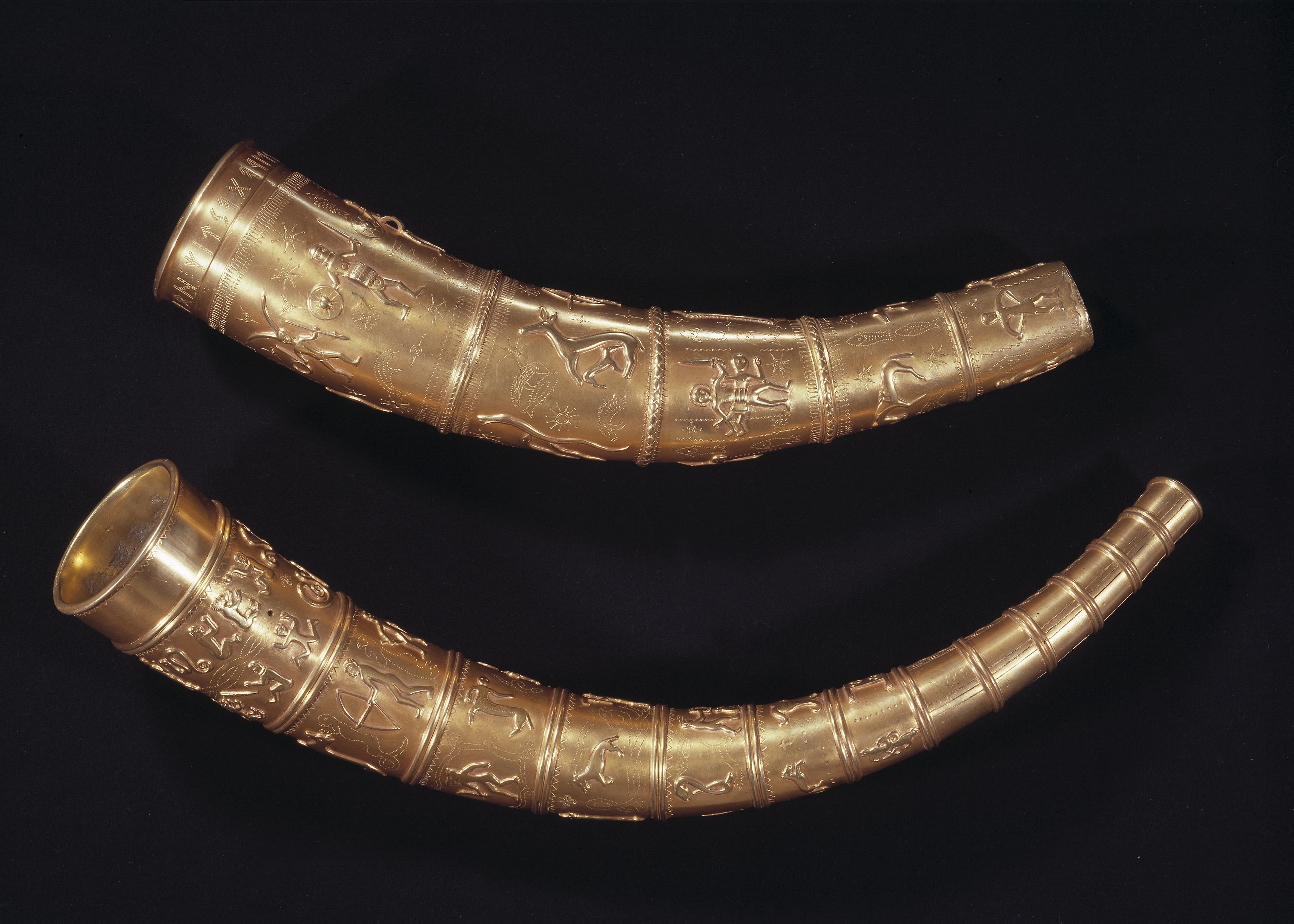
Rekonstruktion der Hörner im Nationalmuseum Dänemarks

Die Goldhörner von Gallehus waren zwei aus Gold gefertigte Trink- oder Blashörner, die 1639 bzw. 1734 in Gallehus nördlich von Mögeltondern in Süderjütland gefunden wurden. Sie werden in die Zeit um 400 n. Chr. (germanische Eisenzeit) datiert und gehören zu den berühmtesten archäologischen Funden Dänemarks. Auf einem befand sich eine frühe Runeninschrift in nordwestgermanischer Sprache.
Die Hörner erlangten wegen der rätselhaften Bildmotive und der für die germanische Sprachwissenschaft wertvollen Runeninschrift auf dem kürzeren Horn große Bekanntheit. 1802 wurden die Hörner von dem Goldschmied Niels Heidenreich gestohlen und eingeschmolzen. Sie sind heute nur durch Zeichnungen (Stiche) und Beschreibungen aus dem 17. und 18. Jahrhundert bekannt. Bereits kurz nach dem Diebstahl entstanden Nachbildungen der Hörner, allerdings nicht aus Massivgold wie die Originale, sondern aus vergoldetem Silber. Diese Kopien wurden im September 2007 aus dem Nationalmuseum in Jelling ebenfalls entwendet, zwei Tage nach dem Diebstahl aber wiedergefunden.

## Geschichte des Fundes
Das längere Horn wurde am 20. Juli 1639 zufällig von einer Frau namens Kristine Svendsdatter in Gallehus bei Møgeltønder entdeckt. Später schenkte König Christian IV. es seinem Sohn Christian. Es wurde restauriert und gelangte in die königliche Kunstkammer. Die wichtigste Beschreibung des längeren Horns liefert der universalgelehrte Altertumsforscher Olaus Wormius 1641 in einer Abhandlung mit dem Titel De aureo cornu, die auch einen Kupferstich von Simon de Passe beinhaltet. Das Horn maß ca. 52 cm in der Länge, ca. 71 cm den Unterlauf entlang, hatte einen Durchmesser von ca. 10 cm bei der Öffnung und wog ca. 3,1 kg.
Das kürzere Horn fand der Bauer Erik Lassen am 21. April 1734 in der unmittelbaren Nähe des ersten Fundortes. Die Forschung stützt sich hier auf den Bericht des Archivars Joachim Richard Paulli von 1734. Die genauen Maße des kurzen Horns sind unbekannt, man weiß aber, dass es mit ca. 3,7 kg mehr gewogen hat als sein längeres Pendant. Das zweite, kurze Horn trägt die im älteren Futhark verfasste längere Runeninschrift.
Beide Goldobjekte waren aus einem inneren Horn und mehreren darübergestülpten, mit Tier- und Menschenfiguren verzierten Ringen gefertigt. Nur die äußeren Ringe hatten einen hohen Goldgehalt.

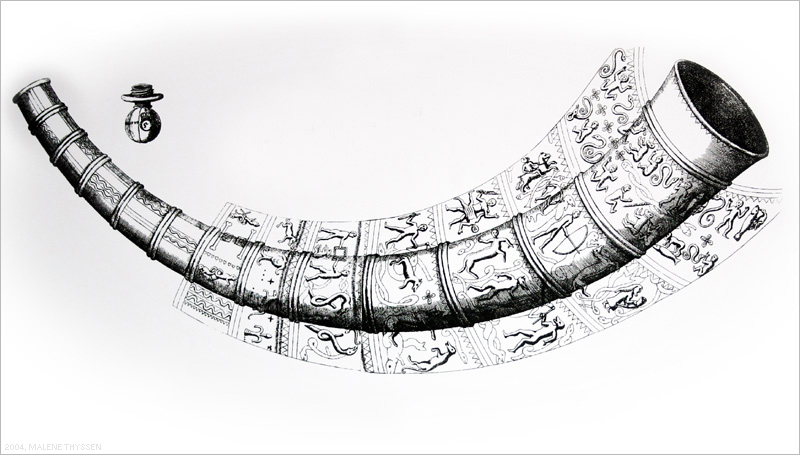
Ole Worms Zeichnung des ersten Horns von 1641

## Bildmotive
Die Goldhörner waren mit gepunzten und plastisch ausgearbeiteten Bildmotiven verziert. Es finden sich Tier-, Menschen- und Sternfiguren, von denen einige auf beiden Hörnern abgebildet sind. Manche Motive sind aus dem Mittelmeerraum entlehnt.
Die rätselhaften Abbildungen haben eine große Zahl an allesamt unsicheren Deutungen hervorgerufen. Viele Forscher versuchten eine Verbindung zur nordischen Mythologie herzustellen und verschiedene anthropomorphe Figuren auf den Hörnern als die Götter Tyr, Odin, Thor, rsp. Freyr zu identifizieren. Andere wollten die Ursprünge der Bildmotive auf die byzantinische Welt beziehen (Lars-Ivar Ringbom), auf dem langen Horn eine kryptische Runeninschrift entdecken (Willy Hartner) oder in der Ornamentik eine raffinierte Zahlensymbolik, die um die Zahl 13, die Fibonacci-Folge und den Goldenen Schnitt kreist, beobachten (Heinz Klingenberg). Die Interpretationen werden zusätzlich durch die ungewisse Genauigkeit der zur Verfügung stehenden Abbildungen und Beschreibungen erschwert.

## Runeninschrift
Die Runeninschrift in nord- oder westgermanischer Sprache befand sich auf dem kürzeren der zwei Hörner. Von den 32 Runenzeichen sind die ersten 26 schraffiert, die restlichen einfach angebracht. An drei Stellen finden sich Worttrenner, die aus vier übereinandergesetzten Punkten bestehen. Die Runenzeichen lauten:

ᛖᚲᚺᛚᛖᚹᚨᚷᚨᛊᛏᛁᛉ᛬ᚺᛟᛚᛏᛁᛃᚨᛉ᛬ᚺᛟᚱᚾᚨ᛬ᛏᚨᚹᛁᛞᛟ
Transliteration: ek hlewagastiz : holtijaz : horna : tawido
Transkription: ek χleu̯aǥastiz χoltii̯az χorna tau̯iđō/ŏ
Übersetzung: „Ich, Hlewagastiz (wohl: ‚der berühmte Gäste hat‘), Holtijaz (‚der zu Holt Gehörige‘), machte das Horn.“

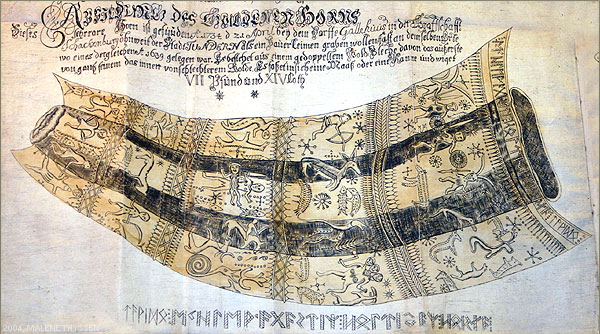
Joachim Richard Paullis Zeichnung des zweiten, kurzen Hornes und seiner Runeninschrift

Die Inschrift zeigt weder spezifisch nordgermanische noch spezifisch westgermanische Charakteristika. Man zählt sie darum zusammen mit den anderen Inschriften im älteren Futhark zur noch ungetrennten Vorstufe Nordwestgermanisch. Diese Sichtweise wurde zuletzt (2013) insofern präzisiert, als die Trennung von Urnordisch und Proto-Westgermanisch zwar bereits ab etwa dem 3. Jahrhundert begonnen hat, dass jedoch die Inschrift von Gallehus aus dem damals noch bestehenden Übergangsgebiet der beiden noch eng verwandten Varianten des Germanischen stammt und deswegen keiner der beiden Sprachformen eindeutig zugeordnet werden kann.
ekNominativ Singular des Personalpronomens der 1. Person ‚ich‘ < urgerm. *ek, fortgesetzt in aisl. ek, vielleicht auch in got. ik. Daneben steht im Germanischen noch die Variante urgerm. *ik (mit *e > *i entweder im Schwachton oder analogisch nach akk.sg. urgerm. *meki > späturgerm. *miki), die vorliegt in run. ik, ahd. ih, as. ik, ae. ic, afries. ik, vielleicht auch in got. ik. Die Form wurde als nordgermanische Eigenschaft der Inschrift bewertet, da sie lediglich im Nordgermanischen sicher fortgesetzt ist.
hlewagastizPersonenname, Nominativ Singular eines maskulinen i-Stamms. Es handelt sich um einen dithematischen Personennamen, der zu segmentieren ist in hlewa- und -gastiz. Der Erhalt des Fugenvokals -a- ist für die Zeit der Inschrift üblich. Das Erstglied hlewa- < urgerm. *χleu̯a- wird üblicherweise als Adjektiv ‚berühmt‘ aufgefasst (zu dieser Wurzel gehören im Germanischen ebenfalls noch got. hliuma ‚Gehör‘, aisl. hljómr ‚Laut, Ton‘ [< *χleu̯man-]; aisl. hljóð ‚Gehör‘ [< *χleu̯þ/đa-]; andl. PN Chlodo-, ahd. Hludu-, ae. Hloth- [< urgerm. *χluþu/a-]), was sich zu uridg. *ḱlewos- n. ‚Ruhm‘ stellt. Nicht ganz ausgeschlossen ist jedoch, dass in hlewa- das Wort urgerm. *χleu̯a- ‚schützender Ort, Schutz‘ > run. (nom./dat.sg.) hli (Rückenknopffibel von Strand, ca. 700), vl. (akk.sg.) hḷe (Stein v. Stentoften, ca. 650), mhd. lie, as. hleo, ae. hlēo(w), afries. (akk.sg.) hli, aisl. hlé vorliegt. Das Hinterglied -gastiz < urgerm. *ǥasti ‚Gast‘ (> got. gasts, ahd., as. gast, ae. gæst, giest, afries. jest, aisl. gestr) setzt uridg. *ghosti- ‚Fremder‘ fort (> lat. hostis ‚Fremdling, Feind‘). Bei der ersten Deutung wäre der gesamte Personenname mit gr. Κλεόξενος zu vergleichen, bei der zweiten kann dagegen auf die altenglische Fügung (Juliana 49) gæsta hleo ‚Schutz der Gäste‘ verwiesen werden. Der Personenname ist bei der Bedeutung ‚berühmt-Gast‘ ein Possessivkompositum, bei ‚Schutz-Gast‘ dagegen ein Determinativkompositum.
holtijazNominativ Singular eines maskulinen a-Stamms < urgerm. *χultii̯a ‚der zum Holt Gehörige‘, eine Ableitung mit dem Zugehörigkeitsbezeichnungen bildenden Suffix *-(i)i̯a- von *χulta ‚Holz‘ (> ahd. holz, as., andl., ae., afries., aisl. holt). Erstaunlich ist, dass das -u- trotz der dazwischen stehenden -ij-Verbindung durch das nachfolgende -a- zu -o- umgelautet wurde. Die Unregelmäßigkeit lässt sich durch eine Übernahme des -o- aus regulär umgelauteten Formen, etwa *Holta-, erklären. Gedeutet wird das Wort entweder als „Sohn eines Mannes *Holt“ oder „aus der Ortschaft *Holt herstammend“.
hornaDies ist ein neutraler a-Stamm im Akkusativ Singular. Wie bei holtijaz ist a-Umlaut eingetreten (germanisch *xurnan n.). Es wurde auch schon vorgeschlagen, dass horna der Akkusativ Dual eines neutralen a- oder u-Stammes sei (Theo Vennemann).
tawido1. Person Singular Indikativ Präteritum eines schwachen Verbs der 1. Klasse und setzt urgerm. *tau̯iđōm/n fort. Das Verb urgerm. *tau̯i̯e/a ‚tun, machen‘ ist fortgesetzt in got. taujan, ahd. zouwen, mndd. touwen (das Verb ist runeninschriftlich mehrmals belegt). Die Personalendung auf -ō zeigt einen archaischen Stand an, denn die westgermanischen Sprachen kennen nur noch -a (Althochdeutsch, Altsächsisch) oder -e (Altenglisch, Altfriesisch).
Die drei Wörter hlewagastiz, holtijaz und horna bilden durch ihre gleichen Anlaute einen Stabreim. Die Inschrift ist also metrisch und stellt den ältesten Beleg einer germanischen Langzeile dar: ek χléu̯àǥastiz χóltii̯az | χórna táu̯iđō/ŏ.

## Bedeutung
Nach Hartner, dessen Theorie allerdings angezweifelt wird, wurden die Goldhörner wahrscheinlich aufgrund der totalen Sonnenfinsternis vom 16. April des Jahres 413 angefertigt. Es wird ein magischer Zweck vermutet. Offenbar sollten zukünftige Ereignisse – etwa ein drohender Weltuntergang, der sich nach damaligem Verständnis durch eine Sonnenfinsternis ankündigte – damit gebannt werden.

## Rezeption
Da diese Funde schon vor mehreren hundert Jahren bekannt waren, sind sie in der Literatur oft erwähnt worden. Das bekannteste Gedicht Die Goldhörner (Guldhornene) stammt wohl von Adam Oehlenschläger aus dem Jahre 1802. Auch Hans Christian Andersen verewigte sie in seinem Gedicht von 1850 In Dänemark bin ich geboren …. 1931 wurde der Roman Die Hörner von Gallehus des Pastors und Schriftstellers Gustav Frenssen veröffentlicht.

## Gedenksteine in Gallehus

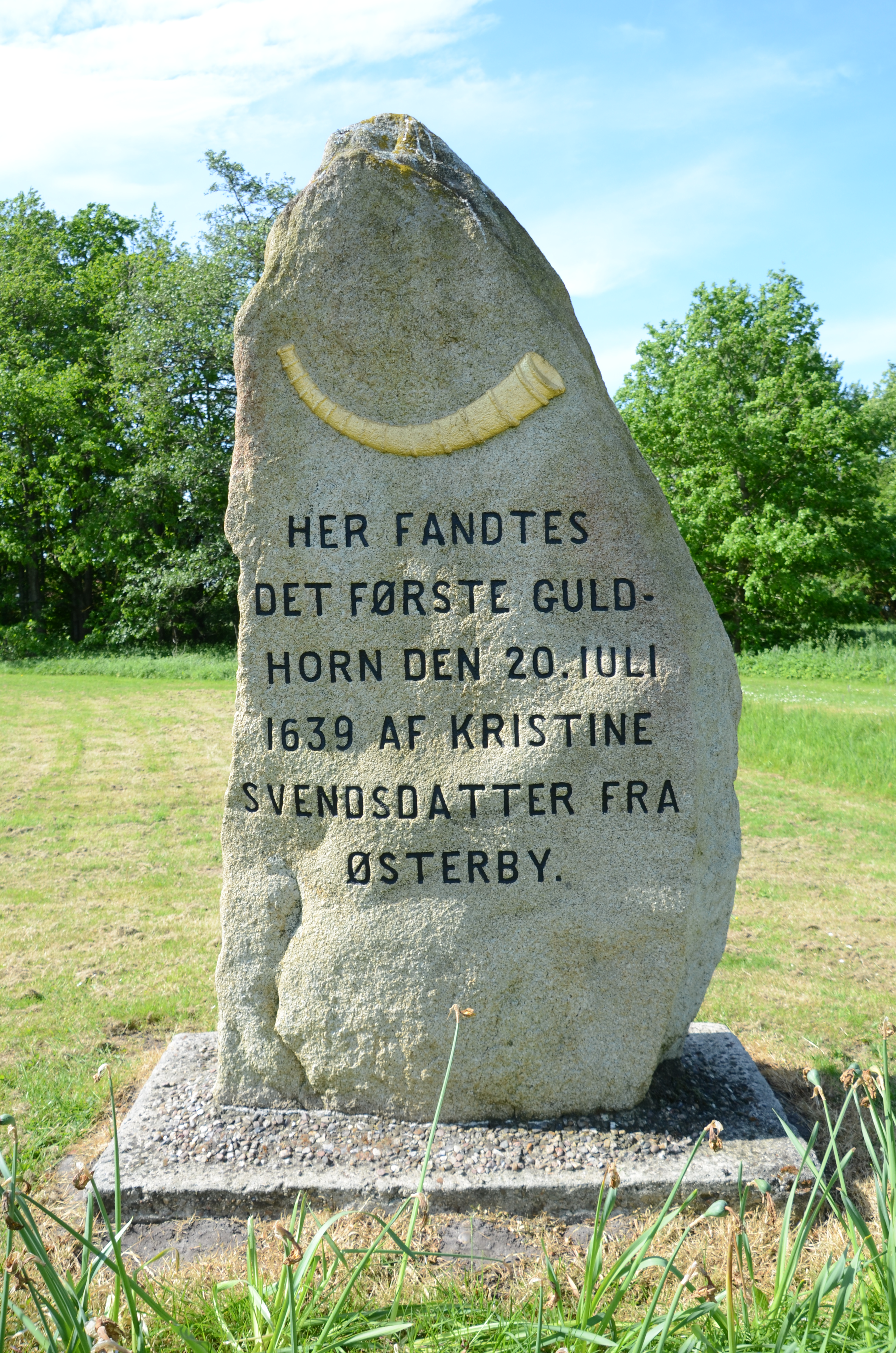
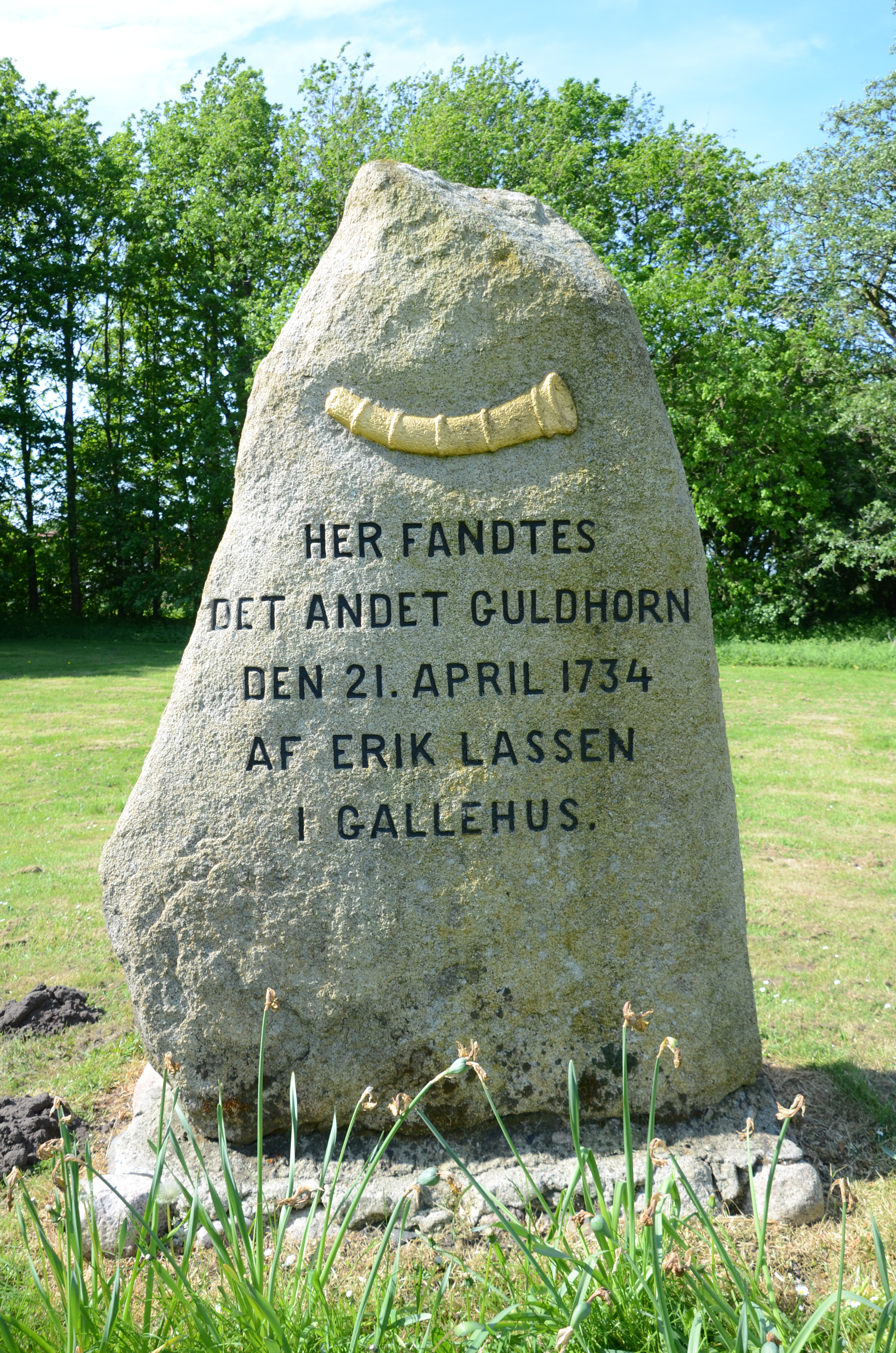

1907, als Süderjütland/Nordschleswig deutsch war, wurden in Gallehus zwei Gedenksteine aufgestellt. Der Historiker Peter Lauridsen hatte die genauen Fundstellen lokalisiert und Otto Didrik von Schack kontaktiert, auf dessen Gutsbesitz Schackenborg der Fundort lag. Zweck der Gedenksteine war, durch den Verweis auf die nordgermanischen Prunkobjekte den dänischen Anspruch auf ein urdänisches Territorium festzuschreiben. Wäre eine dänische Inschrift von den preußischen Behörden nicht genehmigt worden, hätten auch die Namen der Finder allein (Kristine Svensdatter und Erik Lassen) die gewünschte nationale Aussage ermöglicht, so die Meinung der Initiatoren. Jedoch konnte das Projekt auch in dänischer Sprache verwirklicht werden, nachdem Nordschleswig 1920 wieder zu Dänemark gekommen war. Ironischerweise mussten die Steine aus dem Harz herangeschafft werden, weil das Marschland der Umgebung keine Findlinge aufweist und der Import von Granit aus Bornholm zu kostspielig geworden wäre.